# Rasopasno
 Rasopasno  (olaszul: Rasnopasno) falu Horvátországban Tengermellék-Hegyvidék megyében. Közigazgatásilag Dobrinjhoz tartozik.

## Fekvése
Krk belsejében, községközpontjától 4 km-re délnyugatra fekszik.

## Története
A  települést 1471-ben említik először abban az okiratban, melyben Frangepán VII. János Krk szigetének ura egy bizonyos Ivan Seršićnek Sužan környékén birtokot adományoz. Nevét egy horvátul „rosopas“nak nevezett magas növésű növényről a vérehulló fecskefűről (Chelidonium maius ) kapta, melyet Dobrinj vidékén Szent János rózsácskájának („svetog Ivana rožice“) is neveznek 
A falu legrégibb részét Kirjaknak nevezik Szent Cirjéknek szentelt középkori templomáról. A templom építése és pusztulásának ideje nem ismert. A 17. században már bizonyosan használaton kívül volt, mert a Gržetić testvérek a templomépítési engedélye arra hivatkozik, hogy a falunak nincsen temploma. Mindazonáltal a régi templom maradványai még 1963-ban is láthatók voltak, amikor Ive Jelenović még megtalálta nyomait. 1656-ban Ivan és Mihovil Gržetić kaptak engedélyt a krki püspöktől, hogy saját költségükön Rasopasnon templomot építsenek. A birtokuk közepén felépített templomot 1659-ben szentelte fel a krki püspök. Ezt a templomot azonban 1886-ban elhagyták és 1927-ben új templomot építettek helyette.
A sziget 1480-tól közvetlenül Velencei Köztársasághoz tartozott. A napóleoni háborúk egyik következménye a 18. század végén a Velencei Köztársaság megszűnése volt. Napóleon bukása után Krk is osztrák kézre került, majd a 19. század folyamán osztrák uralom alatt állt. 1867-től 1918-ig az Osztrák-Magyar Monarchia része volt. 1857-ben 247, 1910-ben 289 lakosa volt. Az Osztrák–Magyar Monarchia bukását rövid olasz uralom követte, majd a település a Szerb–Horvát–Szlovén Királyság része lett. A második világháború idején előbb olasz, majd német csapatok szállták meg. A háborút követően újra Jugoszlávia, majd az önálló horvát állam része lett. 2011-ben 106 lakosa volt.

## Nevezetességei
A Nagyboldogasszony tiszteletére szentelt temploma 1927-ben épült a régi templom helyett.

## Lakosság
| Lakosság változása | Lakosság változása | Lakosság változása | Lakosság változása | Lakosság változása | Lakosság változása | Lakosság változása | Lakosság változása | Lakosság változása | Lakosság változása | Lakosság változása | Lakosság változása | Lakosság változása | Lakosság változása | Lakosság változása | Lakosság változása |
| ------------------ | ------------------ | ------------------ | ------------------ | ------------------ | ------------------ | ------------------ | ------------------ | ------------------ | ------------------ | ------------------ | ------------------ | ------------------ | ------------------ | ------------------ | ------------------ |
| 1857               | 1869               | 1880               | 1890               | 1900               | 1910               | 1921               | 1931               | 1948               | 1953               | 1961               | 1971               | 1981               | 1991               | 2001               | 2011               |
| 247                | 271                | 250                | 254                | 278                | 289                | 262                | 237                | 203                | 189                | 168                | 128                | 93                 | 85                 | 85                 | 106                |